# Кіриков Сергій Васильович
Кіриков Сергій Васильович (1899—1984)  — відомий біогеограф, зоолог, орнітолог, дослідник історичних змін природних комплексів та біоти Східної Європи.
Народився 15 вересня 1899 року в с. Алексине Дорогобузького району на Смоленщині.
Випускник Білоруської сільськогосподарської академії. Пройшов школу досліджень в заповіднику "Асканії-Нова" під керівництвом Володимира Станчинського.
З 1948 р. і надалі працював в Інституті географії АН СРСР.

## публікації
Автор низки відомих монографій, у тому числі:
- Кириков С. В. Изменения животного мира в природных зонах СССР (XIII—XIX вв.): Степная зона и лесостепь. — М. : Изд-во АН СССР, 1959. — 175 с.
- Кириков С. В. Изменения животного мира в природных зонах СССР (XIII—XIX вв.): Лесная зона и лесотундра. — М. : Изд-во АН СССР, 1960. — 157 с.
- Кириков С. В. Промысловые животные, природная среда и человек. — М. : Наука, 1966. — 348 с.
- Кириков С. В. Человек и природа восточно-европейской лесостепи в X — начале XIX в. — М. : Наука, 1979. — 183 с.
- Кириков С. В. Человек и природа степной зоны, конец X-середина XIX в. : Европейская часть СССР. — М. : Наука, 1983. — 128 с — 2350 экз.
- Кириков С. В. По Южному Уралу и Башкирии / Под ред. [и совступ. ст.] Н. Н. Воронцова. — М. : Изд-во МГУ, 1989. 34500 экз. — ISBN 5-211-00430-2.